# Нижнедуванская волость (Купянский уезд)
Нижнедуванская во́лость — историческая административно-территориальная единица Купянского уезда Харьковской губернии с волостным правлением в слободе Нижней Дуванке.
По состоянию на 1885 год состояла из 22 поселений, 29 сельских общин. Население — 12958 человек (6649 человек мужского пола и 6309 — женского), 1993 дворовых хозяйства.
|                       | Площадь | В том числе пахотной |
| --------------------- | ------- | -------------------- |
| Сельских общин        | 25570   | 20960                |
| Частной собственности | 24763   | 7149                 |
| Другой собственности  | 2789    | 778                  |
| В целом               | 53122   | 28887                |

## Поселения
Основные поселения волости:
- Нижняя Дуванка — бывшая государственная слобода при реках Красной Дуванке и Гнилой в 45 верстах от уездного города Купянска. В слободе волостное правление, 581 двор, 3436 жителей, 2 православные церкви, школа, почтовая станция, 2 постоялых двора, 4 лавки, 4 ярмарки (17 марта, 29 июня, 8 июля и 26 октября). В 18 верстах салотопенный завод.
- Верхняя Дуванка — бывшая владельческая слобода при реке Дуванке. В слободе 79 дворов, 554 жителя, православная церковь, почтовая станция, 2 лавки, постоялый двор, 3 ярмарки (19 февраля, 1 апреля и 12 октября).
- Наугольновка — бывшая государственная деревня при реке Кобылке. В деревне 183 двора, 1102 жителя, лавка.
- Преображенское — бывшее государственное село при реках Красной и Кобылке. В селе 411 дворов, 2157 жителей, православная церковь, школа, лавка, 2 ярмарки (вербная и 6 августа).
- Свистуновка (Харина) — бывшая государственная слобода при реке Хариной. В слободе 415 дворов, 3023 жителя, православная церковь, школа, лавка, 2 ярмарки (23 апреля и 8 сентября).
- Фомовка (Григорьевка, Катруховка) — бывшая владельческая деревня при реке Красной. В деревне 13 дворов, 110 жителей, винокуренный завод.

## Храмы
Храмы волости:
- Благовещенская церковь в слободе Верхней Дуванке (построена в 1824 г.[3])
- Александро-Невская церковь в слободе Нижней Дуванке (построена в 1737 г.[3])
- Феодоро-Стратилатовская церковь в слободе Нижней Дуванке (построена в 1866 г.[3])
- Николаевская церковь в деревне Наугольновке (построена в 1885 г.[3])
- Преображенская церковь в селе Преображенском (построена в 1800 г.[3])
- Георгиевская церковь в слободе Свистуновке (построена в 1854 г.[3])